# روبن بوتا
روبن بوتا متولد ۳۱ ژانویه ۱۹۹۰ در آرژانتین یک هافبک تهاجمی می‌باشد که از سال ۲۰۱۳ در اینتر توپ خواهد زد.

## حرفه
بوتا اولین بازیش را با تیم تایگر در مقابل بوکاجونیورز در ۲۳ مارس ۲۰۰۹ انجام داد که بازی با نتیجه ۰-۰ به پایان رسید.
بوتا پس از بازی‌های خوبش در تایگر مورد توجه اینتر قرار گرفت و در سال ۲۰۱۳ به اینتر پیوست.